# 네스티
네스티(Nestea)는 네슬레가 소유하고 코카콜라 컴퍼니에서 제조하며 미국의 네슬레 음료 부서와 네슬레와 코카콜라 컴퍼니의 합작 투자회사인 비버리지 파트너스 월드와이드 (BPW)에서 유통하는 스위스의 냉차 브랜드이다. 음료는 국가에 따라 여러 가지 맛이 있다.

## 같이 보기
- 립톤
- 임재덕